# 梵天 (佛教)

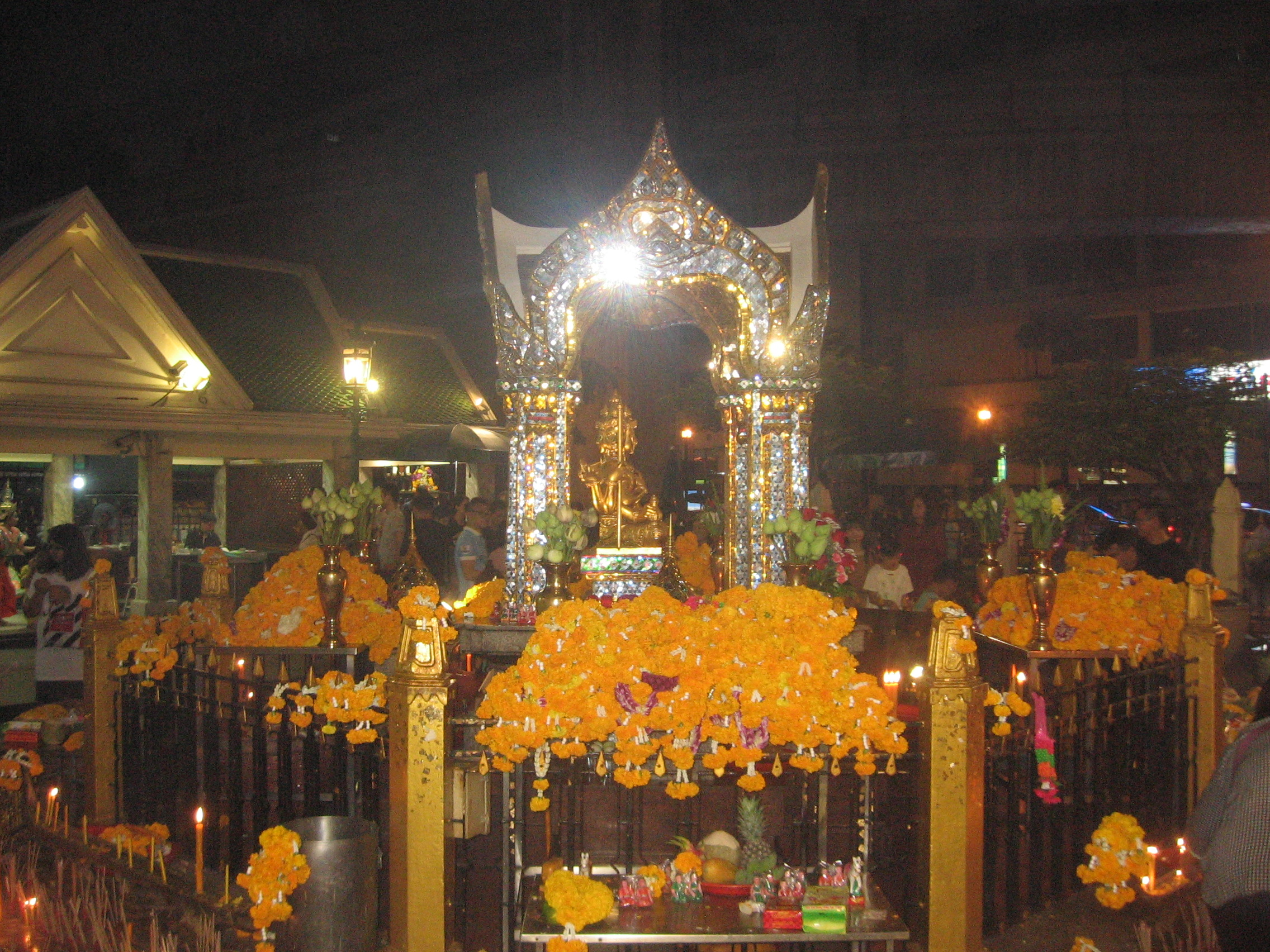

大梵摩，也被稱為大梵摩天（义爲偉大的梵天；音译爲摩诃梵）、梵天主、净天、梵童子、娑婆世界主（音译爲梵摩三钵），在華語圈又稱為四面神或四面佛或梵天。“梵”字实际爲音译，另有音译名帕剖樓麼、婆罗贺摩、没罗含摩、梵摩，常在佛教典籍中以侍立或请法的形象出现，留有若干陀罗尼咒。相傳梵天神居住在真如界與梵天界。
佛教神話中的梵天的形象的原型是古婆羅門教神話中的同名神靈的形象，與毗濕奴、濕婆齊名，是印度教所崇信的三大主神之一。相傳梵天神負責造創萬物，而且祂被認為是充滿智慧的神靈，也被視為一切法的造創者，古時的婆罗门教相信梵文字母是由梵天神所發明的，故又称造书天。

## 概论
佛教認為亣梵天王是娑婆世界的統主，名为尸弃（义爲顶髻），有时也号称世主（义爲世間之主，本為因陀羅的稱號，源自形象更古老的神靈 普拉加帕特 的稱號 生主 ）。大梵天王則名為方广（见於《大梵天王问佛决疑经》），祂身长为一又半由旬，寿命一又半刼，祂居住在大梵天，祂所住的宫殿，被称为梵王宫。大梵王常被佛教等同於大梵，其地位被認為高於帝釋天的地位。

## 佛教典籍上的相關記載
《三明經》記載説曾有兩個婆羅門為如何能夠更好地與梵摩（Brahmān）合一一事而進行爭論，梵摩天（Brahmā）被古婆羅門教視為有着最高的地位的、無法被其他生靈主宰的、洞察一切的仙神，但在經過釋尊瞿曇詢問之後，婆羅門才發現他們沒有任何關於所謂的梵摩天的經驗，故此釋尊聲稱他們在宗教方面上所定下的目標是可笑的、無用的、空洞的，最後䆁尊告訴他們 若實踐四梵住，去世之後便得以投生至禪梵天，這才是與梵天合一而住之道，兩人對此大為讚歎並立即皈依佛家。
梵天外道認為梵天祖公 （页面存档备份，存于）是萬物的造創者，但佛教對此有另一番見解。《巴利三藏》聲稱在成刼開始時，光音天已經充滿了從其他道趣轉入天趣的生靈，經過漫長的時間，有一位天眾在光音天去世，並且轉生至大梵天，成為了大梵天王，祂是這個大刼開始後第一位誕生於初禪天的生靈，由於大梵天王沒有關於其上一輩子的記憶，因此祂不知道自己是從哪裡來的，很久之後，大梵天王感到很孤獨，祂希望其他生靈會在此處陪伴祂，此時其他不少天眾先後在二禪天去世，祂們分別轉生至梵輔天、梵眾天及梵身天，這時這些天眾並沒有關於祂們上一輩子在二禪天生活一事的記憶，祂們一看見面前的大梵天王，便以為後者造生了自己，同樣地，大梵天王也以為自己通過意念造生了前者，故此祂被這些天眾視為其造生者，後來其中一個天眾去世並投生為凡人，他透過冥想獲得了關於他上一輩子在初禪天生活一事的記憶，於是他在人間宣揚大梵天王是創物主這個説法，導致很多凡人接受了對於創物主的信仰。正因如此，許多佛教徒聲稱大梵天王的形象就是外教神話中的明明上帝的形象的原型。
此外，在佛教神話中還有其他名號類似的天眾 如巴迦梵摩。巴迦梵摩比大梵天王強大且傲慢得多。《中尼迦耶》第四十九本書典記載説釋尊瞿曇宣稱自己曾經在察覺到巴迦梵摩心中出現了錯誤的念頭之後，來到梵世天向巴迦梵摩傳法，後者宣稱自己的居處位於世間的頂端且是會永遠存在的，並且表示只要釋尊願意皈信祂，便可以居住在此處，但釋尊斥責了巴迦梵摩，聲稱祂是無知的，此時魔王波旬佔據了侍立在宮殿內的其中一個天眾的識心，祂通過這個天眾的嘴巴來不斷教唆巴迦梵摩堅持己見，聲稱巴迦梵摩是「梵天、大梵天也，是无能胜之征服者，为普见者、全能者、自在者、创造者、化作者、最尊者、主宰者、主权者、已生、未生之父」，並且恐嚇釋尊説如果他不停止他的行為，則會導致他自己墜入地府，但最後釋尊成功揭穿了魔王所作的詭計，他表示巴迦梵摩、其眷屬及梵天眾已經落入魔王的手中，但他不會被魔王欺騙，他還與巴迦梵摩爭辯和鬥法並獲得勝利，並且指出了巴迦梵摩是從哪𥚃轉生於此處的和向祂介紹了位於其住處上方的其他天層，令一眾天眾均讚賞釋尊偉大的舉動，最後魔王無言以對，巴迦梵摩亦請求釋尊向祂們弘法，故此這本書典被命名為《梵天請經》。由於在其中一本最早出現的奧義書《廣林奧義書》中，後來被稱為梵（Brahman）的終極實在被稱為「不朽的」，而在《梵天請經》中，巴迦梵摩持有這樣的觀點：「尔时，梵天婆伽生如是邪见：『我是为常也、是为恒也、是为永住也、是为独存者也、是为不变之法也、实为不生、不老、不死、不灭、不转生，而无其他比此更殊胜之出离也。』」因此一些學者認為初期佛教透過把關於梵摩羅（Brahmāň）的不朽性的觀點等同於《梵天請經》中巴迦梵摩所持有的錯誤的觀點，抨擊了這一觀點。
《長尼迦耶》第十一本書典《堅固經》記載説釋尊宣稱曾有一位名叫馬勝的比丘想知道四大在何處滅盡，因為他在神通方面上很有修為，所以他馬上用神通前往天庭詢問了很多天眾這個問題，但四大天王、帝䆁天、其他居住在欲界天的許多天眾等等都相繼表示自己並不知道答案，於是馬勝用神通前往位於更高的位置的色界天以尋求答案，之後居住梵眾天的天眾建議馬勝前去詢問亣梵天王，此時亣梵天王在光芒中現身，於是馬勝詢問了亣梵天王這個問題，然而，亣梵天王只是不斷重複説：「比丘! 我是梵天、大梵天、勝者、無能勝者、一切見者、支配者、自在者、作者、化作者、優越者、創造者、主宰者、已生未生者之父。」但馬勝多次詢問祂這個問題，最後亣梵天王把馬勝拉到一邊去，亣梵天王向他承認自己並不知道答案，只是為了不讓其他天眾發現自己不是無有不知的，才選擇不回答這個問題，更聲稱這是馬勝自己的過錯，亣梵天王建議比丘前去請教釋尊，於是馬勝立即用神通從梵天界回到人間並詢問釋尊這個問題，釋尊表示他認為這個問題問得不對，並且表示應該問的是四大等事物在何處不堅立，以及名色在何處滅盡無餘，而釋尊給出的答案是「不可見無量之識」在何處放棄近取，四大等事物就在何處不堅立，而識在何處滅盡無餘，名色就在何處滅盡無餘。
在佛教的天地觀中，亣梵王並不是唯一一位居於此位的天眾，為數極多的其他器世間也各有像亣梵王那樣的梵王統攝各自所在的器世間。

## 传说
在佛教典籍中，有很多天眾都被冠以「梵天」的名字。一些典籍聲稱這樣的天眾有十七位或更多。

### 梵摩三缽
佛教認為梵摩三缽是大梵摩當中最年長的一位，祂在上一輩子是阿那含，並且是上一位負責教化眾生的佛陀的弟子，但在尚未成為阿羅漢之前便已經去世，因而轉生至淨身天。
相傳釋尊瞿曇開悟伊始，覺得佛法深奧微妙，難以用語言表達，不易使人們體會理解，此時魔王波旬暗中引誘釋尊放棄傳法，因此釋尊便想要進入湼槃，後經由梵摩三缽勸請，於是決定向世人傳播他所得到的解脫之道，正因為梵摩三缽作出這一舉動，才使得魔王所作的詭計失敗。

### 大梵天王
大梵天王被認為是大梵天的統掌者。
大乘佛教认为由於大梵天主自诞生起就独自居住在大梵王宫，再者祂所在的這個器世間存在的時間與大梵天王生存的時間相当，因此大梵天王误以为這個器世間是由自己所造創的。在《大悲经》中，大梵天主自言自語地説自己是這個器世間的造創者，此時釋尊瞿曇即將完寂，其光芒照亮了整個大千世界，大梵天王頓時感到十分驚訝，並且暫時對四周的一切失去興趣，祂很快便得知釋尊即將不久於人世一事，於是馬上前去釋尊的所在地，释尊見到大梵天王之後便質问道：“如果世界是由祢所造創的，那麼诸如世界的苦痛、醜惡、不如意处等等皆是祢所造創的吗？”大梵天王一一回答不是，最後承认世界非祂所造。

### 辟支梵摩都頭
辟支梵摩都頭被認為是佛門弟徒。
相傳辟支梵摩都頭已經得到釋迦牟尼佛的授記，證得了三果阿那含。

## 形象的異同

### 漢傳佛教
在漢傳佛教的神話中，淨天被奉為作為十二天、二十諸天與二十四諸天之一的護法神。

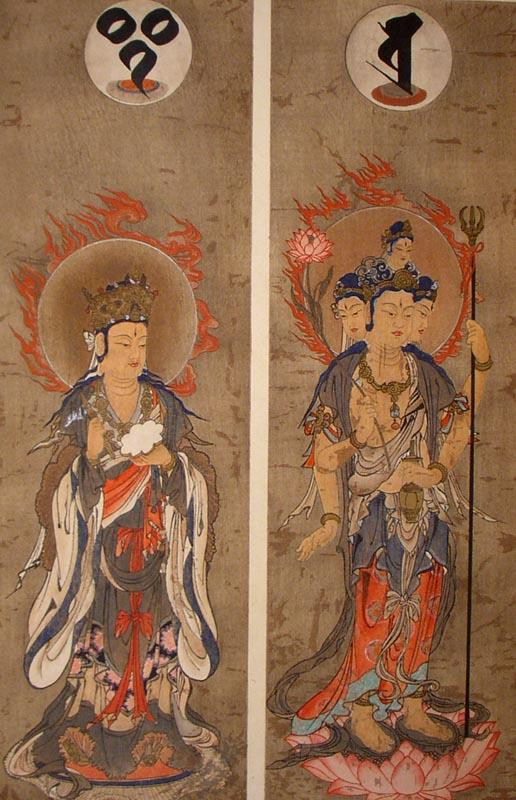
帝釋天（左）與淨天（右）

### 金剛乘佛教
金剛乘佛教将淨天列为十二天之一，守护上方；或為千手观音二十八部众之一。金剛乘佛教神話中的淨天有四面四臂，右手持莲花、念珠，左手执军持瓶，作唵（om）字印，乘七鹅车，戴髮髻冠，而且其有供养淨天之修法，被称为“梵天供”。

### 流行於東南亞的對於四面神的信仰

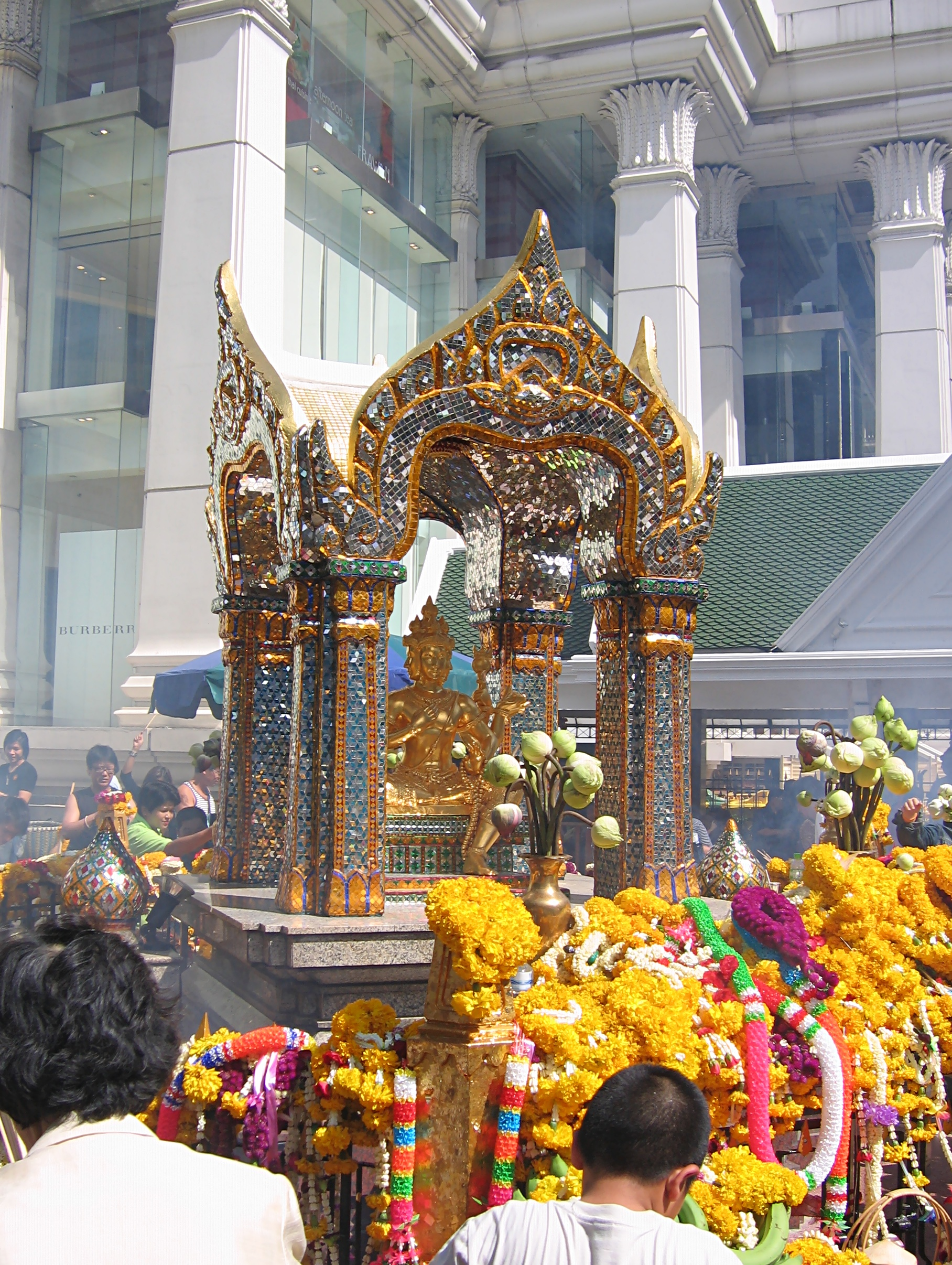
伊拉旺神壇，2006年

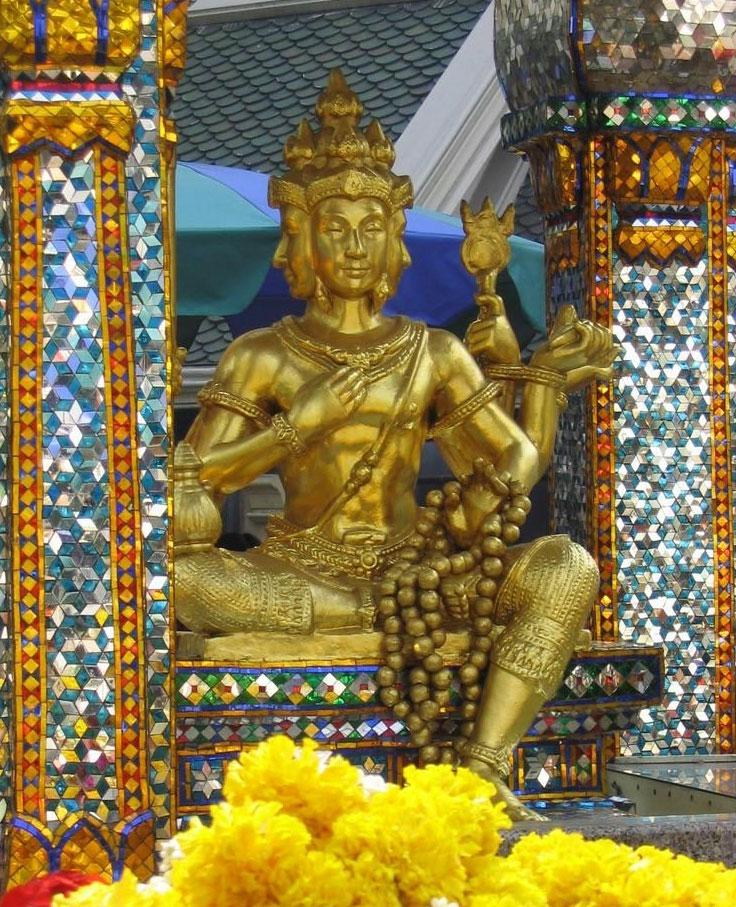
泰國梵天壇

在泰國及中国雲南傣族地区，對四面佛的崇拜極為流行，其形象爲四面各一个脑袋的神靈形像；據說能使世人變得富貴吉祥，在東南亞有非常多的「四面梵天」崇拜者。在泰國信仰中，祂是財富之神，也會保護信徒的平安。受到泰國的影響，在台灣、新加坡、馬來西亞、港澳及中國大陸，也有越來越多祠奉四面梵天的風氣。
伊拉旺神壇是位于泰国曼谷君悦酒店旁的一座四面梵天坛，是泰国香火最鼎盛的膜拜据点之一，也是曼谷著名的旅游观光胜地，每日都有很多来自世界各地的信众前往参拜或祈祷。
這座四面梵天壇兴建于1956年。当年据说是在伊拉旺酒店（君悦酒店前身）兴建之时，发生了一连串的不幸工安意外事故。业主请来星象家察看，他說因為他們借用了因陀羅所騎神象之名號「Erawan」，但是沒有徵求祂的同意。建議他們徵求一個更高級的神「大梵王」的保佑。後来就在建筑工地附近建造这座神壇供奉四面梵天，保佑大众诸事顺逐。從那個時候起，施工就進行得很順利。酒店後來拆掉重建，神壇一直保留至今。

## 神像的造型
各地四面梵天的造型不固定。从脸和手的数量来看，多数为四面八手。3—6世纪时，印度梵天的造型已经出现四面四手了，但中南半岛的古文物显示，直至6—11世纪的陀罗钵地时期，当地人信仰的梵天仍是一面二手，12—13世纪时才多为四面四手。
所以现在位於泰国的梵天神像除了四面八手的外，还能见到四面四手和一面二手的造型。偶尔也能见到五面八手的，这是采用印度传说中五面梵天的造型，其中的四面朝向四个方向，第五面仰天朝上还有一头。
婆羅門教認為，因為梵天迷戀上自己所造生出來的智慧女神，也名為莎塔如帕（Shatarupa）這位擁有無雙美貌的女神後，所以为了方便凝視莎塔如帕，原本一张脸的梵天遂长出五张脸来，而莎塔如帕觉得不妥，於是經常轉到梵天的左面、右面、後面甚至飛到上面，以避開梵天的目光。
至於四面梵天手中的神物，有这几种物件。各手分执不同的圣物，如令旗、经书、海螺、法轮、权杖、水壶、念珠等等。坐姿则基本半跏趺坐姿即单腿盘坐，通常盘右腿，偶尔也会看到盘左腿的。
四面佛手执法器与手印都有其意义：
1. 令旗：代表万能法力
2. 经书：代表佛法無處不在、智慧
3. 海螺：代表歡恩、財富、快樂
4. 法轮：代表消灾、降魔伏妖、灭烦恼
5. 权杖：代表權力
6. 寶瓶：代表有求必应
7. 念珠：代表修行
8. 手印：代表幸運和平安
9. 寶鏡：代表反省眾生形相、自我檢討

### 常见误解
- 中國四川峨眉山金顶的“十方普贤”铜像经常会被误认为是泰国四面佛。
- 在藏传佛教教義中，四面佛是普明大日如来，而不是梵天。
- 吳哥窟的「高棉微笑」浮雕是柬埔寨12世紀時的國王闍耶跋摩七世的象徵標誌，不是四面佛。
- 阳朔县桂林千古情景区的歌仙刘三姐头像[26]，因其四面造型被游客误认为是四面佛。

## 敬拜方法
相傳四面梵天掌管人間的所有事情，故此其四面所求都不相同。四面分別代表事業、感情、財富及健康。正面求事業、生意，左面求姻緣，右面求健康，後面求財。另一方面，梵天的四面亦代表慈、悲、喜、捨。凡是信眾祈求升天必須勤修這四種功德。
据说四面梵天喜欢鮮花，如有萬壽菊、蘭花、故泰國通常用萬壽菊花、蘭花去敬拜，記得不能用有帶刺的花去拜神，有刺的花去參拜和許願，代表就算事成，過程都會荆棘满途。大多以顺时针次序祭拜该神四面。還願方式可承諾以七色花、還願舞、還願舞人偶、木雕大象（依願望大小）等答謝四面梵天，而信众许下的还神的诺言，一定要清楚仔细，言出必行，意志就一定要坚定。
- 正面祈求（有求必應、創造、功名：學業、事業、仕途等）
- 第二面祈求（有求必應、創造、姻緣、人緣、桃花、婚姻等）
- 第三面祈求（有求必應、創造、財富、財運、偏財、正財等）
- 第四面祈求（有求必應、創造、健康：疾病、安全、親友健康等）

拜四面梵天要點︰
- 因四面梵天是慈祥的，所以許下的願望必須是以不損害他人利益為要點，靈驗與否除要信任及誠心外，更要根據本人的因果福報，而不能無中生有。超出個人福報範圍的願望是很難如願的
- 所以除誠心拜祭之外，也必須對任何人抱持愛心，持續多做善事，救急扶危，孝順父母，才得以最終善有福報
- 許下願望後，必須作出具體行動才會成功，坐著等是不會如願的
- 一般拜祭時必須以順時針方向，反時針方向只適合個別偏門行業的人士，一般人應盡量避免反時針方向

## 藝術創作
在著名神魔題材小説《西遊記》的靈感來源之一《大唐三藏取經詩話》中，大梵天王經常作為天外救星出現在故事當中，例如在主角等人呼求大梵天王的助佑時馬上出手替他們解決問題，此外，在其中一段情節中，猴行者曾經背着唐三藏大師升上天庭，在那𥚃大梵天王請求唐三藏大師講解《法華經》，後者答應並開始弘法，給大梵天王等眾多天眾留下了深刻的印象，在《西遊記》中，大梵天王這一個角色被如來佛祖及玉皇大帝這兩個角色取替。
《霹靂布袋戲》的主角之一 一頁書 被稱為梵天。
此一人物出現在日本動畫《南無阿彌陀佛！-蓮台 UTENA-》中。